# Asparagus cochinchinensis
Asparagus cochinchinensis es una especie de plantas de la familia Asparagaceae. 

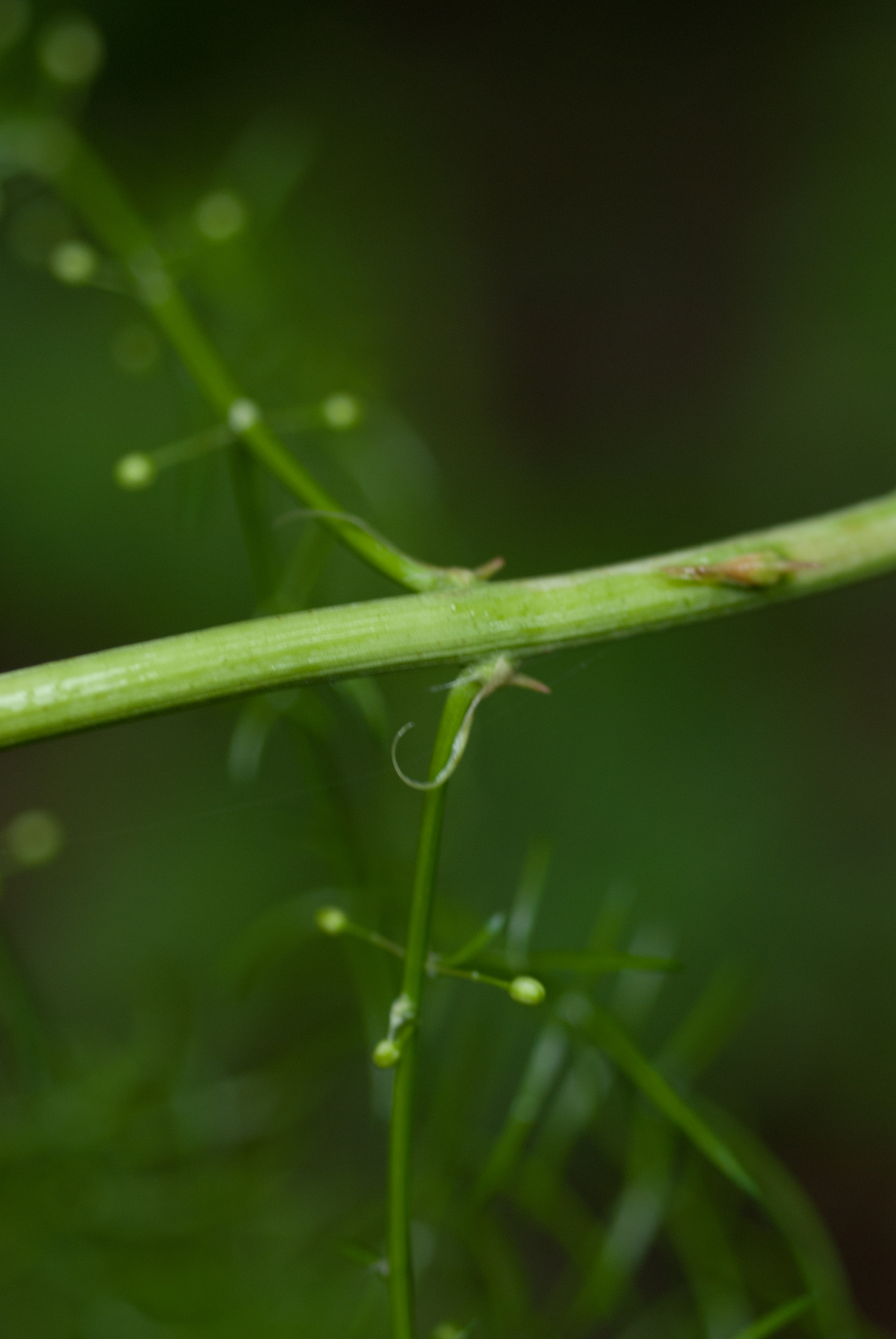
Detalle de la planta

## Descripción
Son hierbas dioicas. Las raíces con parte hinchada tuberosa, de 3 - 5 × 1 - 2 cm. Tallos trepadores, de 1 - 2 m de longitud, ligeramente leñoso el proximal; las ramas en ángulo o con alas estrechas. Los cladodios por lo general en fascículos de 3, subfalcados, 0,5 - 8 cm × 1 - 2 mm, planos o ligeramente 3-angulosos. Las hojas a veces espinescentes; columna 2,5 a 3,5 mm en los tallos principales, diminuta o indistinta en las ramas. Las inflorescencias axilares. Las flores de ambos sexos, por lo general vinculadas, subiguales; pedicelo 2 a 6 mm. Las flores masculinas: perianto verdoso y acampanadas, de 2,5 - 3 mm, filamentos libres. El fruto es una baya verde, de 6 - 7 mm de diámetro, con 1 o 2 semillas. Fl. Mayo-junio, fr. 2 de septiembre. Tiene un número cromosomático de  n = 20 *.

## Distribución y hábitat
Se encuentra en la laderas boscosas, bordes de carreteras, campos de basura; desde nivel del mar hasta 1700 metros, en Anhui, Fujian, Gansu, Cantón, Guangxi, Guizhou, Hainan, Hebei, Henan, Hubei, Hunan, Jiangsu, Jiangxi, Shaanxi, Shandong, Shanxi, Sichuan, Taiwán, Xizang, Yunnan y Zhejiang en China y en Japón, Corea, Laos y Vietnam .

## Usos
Las raíces tuberosas se utilizan con fines medicinales.

## Taxonomía
Asparagus cochinchinensis fue descrita por  (Lour.) Merr. y publicado en Flore Générale de l'Indo-Chine 6: 780. 1908.
Etimología
Ver: Asparagus
cochinchinensis: epíteto que se refiere a su localización en Cochinchina.
Sinonimia
- Asparagopsis sinica Miq.
- Asparagus dauricus var. elongatus Pamp.
- Asparagus falcatus Thunb.
- Asparagus gaudichaudianus Kunth
- Asparagus insularis Hance
- Asparagus lucidus Lindl.
- Asparagus lucidus var. dolichocladus Merr. & Rolfe
- Asparagus lucidus var. pygmaeus Makino
- Asparagus sinicus (Miq.) C.H.Wright
- Melanthium cochinchinense Lour. basónimo[3]